# Celleporella tuberculata
Celleporella tuberculata är en mossdjursart som först beskrevs av Walter Douglas Hincks 1880.  Celleporella tuberculata ingår i släktet Celleporella och familjen Hippothoidae. Inga underarter finns listade i Catalogue of Life.